# Overloon

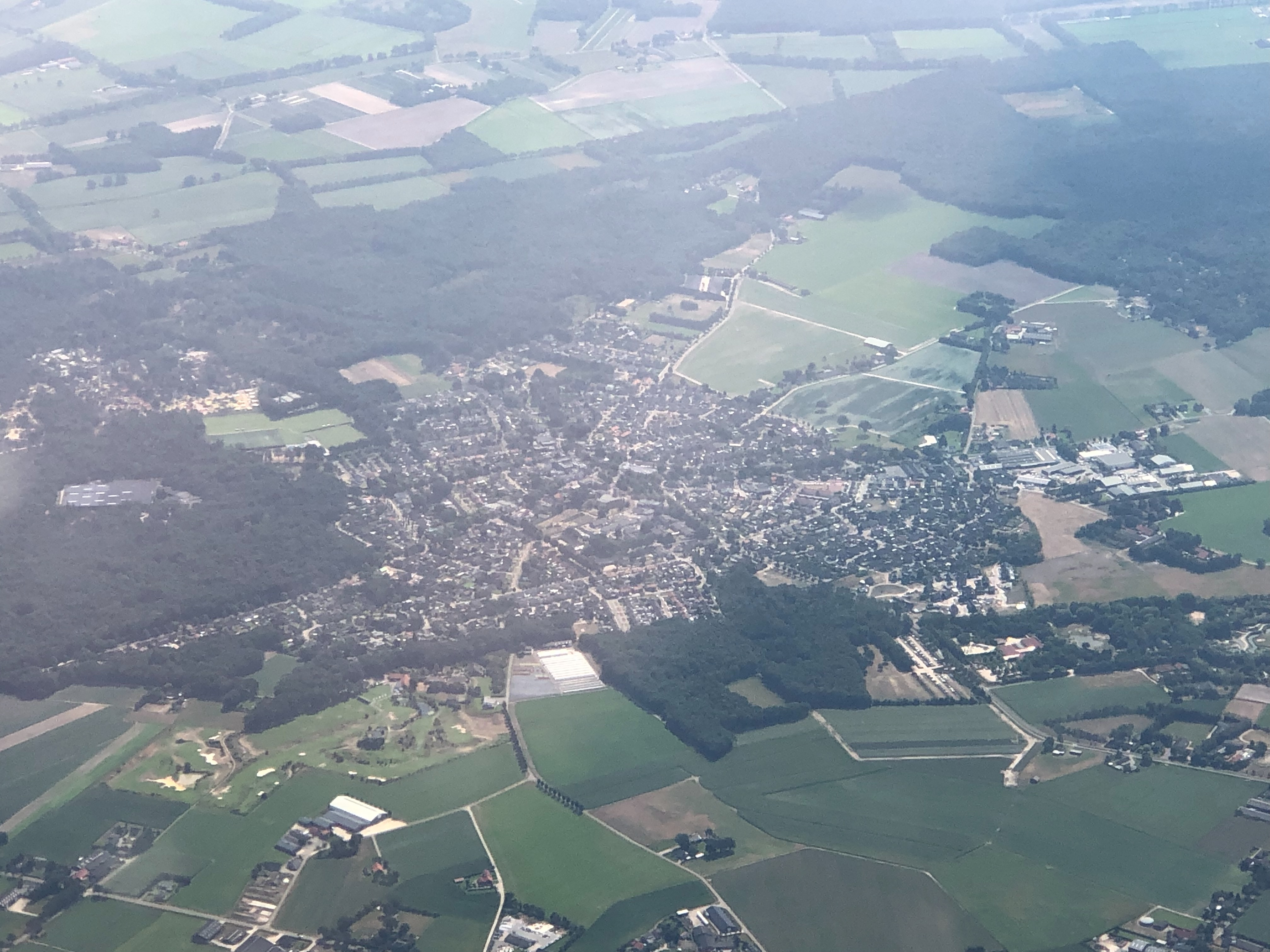
Geheel Overloon vanuit de lucht

Overloon (dialect: Loën) is een dorp aan de rand van de Peel, in de gemeente Land van Cuijk, in de Nederlandse provincie Noord-Brabant. Op 1 januari 2023 telde het dorp 4.080 inwoners, verdeeld over 1.594 woningen, met een gemiddelde WOZ-waarde van € 391.000, op een oppervlakte van 29,23 km².
Overloon maakte sinds het Koninkrijk der Nederlanden tot stand kwam samen met Maashees deel uit van de gemeente Maashees en Overloon en sinds 1942 van de gemeente Vierlingsbeek. In 1998 ging deze op in de gemeente Boxmeer. Per 2022 is de voormalige gemeente Boxmeer onderdeel van de gemeente Land van Cuijk.
Het dorp Overloon lag lange tijd afgezonderd van de verdere bewoonde wereld te midden van heidevelden, ver van Venray, Vierlingsbeek, Sambeek, Oploo en Sint Anthonis. Slechts via zeer primitieve verbindingen had men onderling contact. Omstreeks 1900 woonden er ongeveer 600 mensen, verspreid over 110 huizen.

## Toponymie
In vroegere tijden heette Overloon simpelweg "Loon". Loon of Lo(o) betekent bos met laag geboomte, met daarin een open weidegebied en een moerasbos. Het element "over" is pas veel later aan de naam toegevoegd, ter onderscheid van het Loon vlak bij Ravenstein, Neerloon. "Neder" en "over" hebben hier de betekenis van respectievelijk lager en hoger ofwel stroomafwaarts en stroomopwaarts. Diezelfde tegenstelling speelt ook bij de delen van het Land van Cuijk waarin deze beide plaatsen Loon liggen: het Nederambt en het Overambt. Deze delen waren gescheiden door de Vrije heerlijkheid Boxmeer.

## Geschiedenis
De oudste schriftelijke vermelding van Loon staat in een schenkingsoorkonde van Jan I van Cuijk uit het jaar 1308. Jan van Cuijk heeft in deze akte vastgelegd dat hij aan de Sint-Laurentiuskerk te Vierlingsbeek het recht geeft om (een geringe) belasting te mogen heffen in (Over)loon.

### Bestuur en rechtspraak tot 1795
Het Loonse dorpsbestuur bestond uit drie schepenen, vier gezworenen en een of twee schatbeurders. Die laatsten waren speciaal verantwoordelijk voor de financiën. De schepenen maakten vanaf de veertiende eeuw samen met die van Vierlingsbeek een schepenbank met middelbare en lage jurisdictie uit. Vierlingsbeek leverde als hoofdplaats vier schepenen. Voor criminele zaken moest men naar de schepenbank van Grave. Deze gezamenlijke schepenbank bleef in stand tot 1803. Vanaf dat jaar kreeg Overloon de bevoegdheid de rechtspraak zelf te regelen. Dit duurde overigens slechts zeven jaar, want in 1810 ontstond er een geheel nieuwe situatie.
Tussen 1794 (na de Franse inval) en 1810 was het behoorlijk onrustig: het grondgebied van Nederland, en dus ook dat van Overloon maakte eerst deel uit van de Republiek Frankrijk (1794-1795), vervolgens van de Republiek der Verenigde Nederlanden (1795-1796), de Bataafse Republiek (1796-1805), het Bataafs Gemenebest (1805-1806) en het Koninkrijk Holland (1806-1810).

### Bestuur na 1810
In 1810 werd het gehele Nederlandse grondgebied geannexeerd door Frankrijk en werd dit een onderdeel van het Keizerrijk Frankrijk (1810-1814).
Als gevolg daarvan kwam er nieuwe wetgeving en een andere inrichting van het openbaar bestuur en rechtspraak in Nederland. Op lokaal niveau werden er gemeenten gevormd, die onder leiding kwamen te staan van een maire of burgemeester. De dorpsbesturen werden vanaf dat moment opgeheven. Overloon werd met Maashees samengevoegd tot één gemeente, waarvan ook Holthees deel uitmaakte. Deze had de naam: Maashees en Overloon. Deze ging in 1942 op in de gemeente Vierlingsbeek, die op haar beurt op 1 januari 1998 tot de fusie gemeente Boxmeer ging behoren.

### Tweede Wereldoorlog
Aan het einde van de Tweede Wereldoorlog (1944) werd Overloon bijna helemaal verwoest bij de Slag om Overloon (ook Operatie Aintree genoemd), een tiendaagse strijd tussen een Britse infanterie- en tankdivisie en het Duitse leger dat de overtocht van de geallieerden over de Maas trachtte tegen te houden. Hierbij vielen ruim tweeduizend doden. Overloon werd op 14 oktober 1944 bevrijd, maar de gevechten duurden nog enige dagen voort. Deze strijd vormde al in 1945 de aanleiding voor de oprichting van een oorlogsmuseum, het oudste museum over de Tweede Wereldoorlog van West-Europa. Het museum, dat voluit Nederlands Nationaal Oorlogs- en Verzetsmuseum Overloon heet, opende in mei 1946 zijn deuren. Prinses Juliana was een van de eerste bezoekers. Van 2006-2013 trad het museum naar buiten als Liberty Park en vanaf 2013 wordt de verkorte naam Oorlogsmuseum Overloon gebruikt.

## Bezienswaardigheden
- Oorlogsmuseum Overloon, het oudste museum over de Tweede Wereldoorlog in West-Europa, geopend in 1946.
- Het ZooParc Overloon, een kleine dierentuin.
- Op het pad tussen beide instellingen zijn zeven beelden te zien die in 2005 vervaardigd zijn door Marjolijn Mandersloot. Ze stellen dieren voor die gecombineerd zijn met oorlogstuig.
- De Sint-Theobalduskerk, gewijd aan de Heilige Theobaldus en Antonius van Padua, is een moderne kerk, ontworpen door Jan Strik, met bakstenen reliëfs op de buitenmuren. In de parochie heeft een verering van Sint-Donatus plaatsgevonden van 1884 tot omstreeks 1970. Er was een Sint-Donatusbroederschap, maar toen in 1944 ook het devotiebeeld was vernietigd werd deze verering allengs minder. Vanaf 1970 werden er geen missen meer gelezen en in 1975 werd de broederschap opgeheven. Achter in de kerk staat nog een Sint-Donatusbeeld.
- Het Schaartven is geen ven maar een zandwinningsplas van 7 ha, in de jaren 70 van de 20e eeuw ontstaan. Het gehele terrein van 23 ha werd vervolgens door de toenmalige gemeente Vierlingsbeek beplant en ingericht. In 1995 werd het terrein geprivatiseerd. Er is een strand, een zwemvijver en een visvijver.
- De Onderduikerskapel, ook wel Kapel van de Goede Duik (Mary of Save Hide) genoemd, uit 1954. De kapel staat op de hoek Venrayseweg/Merseloseweg. De gelden voor deze kapel zijn bijeengebracht door de vele onderduikers die in Overloon waren ondergebracht. Op de kapel is de volgende Bijbeltekst (Jes. 16: 3-4) aangebracht: Berg de vluchtelingen en verraad ze niet; wees voor hen een schuilplaats voor de verwoester.
- Overloon War Cemetery, een Brits oorlogskerkhof.
- Iets meer naar het noorden bevindt zich vakantiepark Bosrijk De Kuluut. Daarbij werd in 2012 Golfbaan Overloon geopend. De baan heeft 9 holes en een par van 38. Golfclub Overloon werd in 2013 opgericht.
- Tussen Overloon, Maashees en Venray bevinden zich de Overloonsche Duinen, waarvan de Kleffen, de Raaij en de Klokkenberg deel uitmaken.

## Verenigingen
| Sport  | Faciliteiten     | Vereniging         |
| ------ | ---------------- | ------------------ |
| Tennis | 5 kunstgrasbanen | T.P. Loonse Duinen |
| Tennis | 1 minibaan       | T.P. Loonse Duinen |
| Padel  | 3 padelbanen     | T.P. Loonse Duinen |

- Badmintonclub De Raaymeppers (opgericht in 1994)
- Biljartvereniging OGO (Ons Genoegen Overloon)
- Biljartvereniging Lónse Biljart Club
- Hengelsportvereniging HSV De Snoekers
- Motorsportvereniging MSV Overloon (opgericht in 1977)
- Rijvereniging PC De Bosruiterkes & LR St. Joris
- Tennis en Padel Loonse Duinen (opgericht in 1976, padelaanbod vanaf 2016)
- Voetbalvereniging SSS'18 (opgericht in 1918)
- Vrouwenvereniging Overloonse Vrouwen Organisatie
- Toerklub Overloon (TKO, opgericht in 1973)

## Sport
- Vanaf 2011 organiseert atletiekvereniging AV Sporting Boxmeer jaarlijks de 'Kleffenloop' in de bossen rondom Overloon.

## Nabijgelegen kernen
Merselo, Venray, Holthees, Vierlingsbeek, Stevensbeek, Oploo

## Geboren
- Lambert van den Berg (1944), politicus en dijkgraaf
- Mike Weerts (1982), acteur
- Bram Verhofstad (1995), turner